# Delphyne Peretto
Delphyne Peretto, född 8 februari 1982 i Albertville, är en före detta fransk skidskytt. I de olympiska vinterspelen 2006 vann hon en bronsmedalj med det franska stafettlaget. Vid VM i Anterselva året därpå vann hon sin första VM-medalj också den med det franska stafettlaget. Hon avslutade sin karriär efter säsongen 2007/08.